# Історія теорії гравітації
Історія теорії гравітації, як історія вивчення механізму взаємодії тіл, сягає в античні часи.
Перші збережені згадки про взаємодію тіл, знайдені в давньогрецькій філософії. Вивченню теорії гравітації сприяли давньоіндійські та середньовічні ісламські фізики, давньоіндійські та середньовічні ісламські фізики, але перші значимі досягнення були під час Відродження та Наукової революції, що завершилося формулюванням закону тяжіння Ньютона. На початку 20 століття Альберта Ейнштейна сформував теорією відносності, яка розглядає просторово-часові закономірності як універсальні, дійсні для будь-яких фізичних процесів.
Грецький філософ Арістотель вважав, що предмети прагнуть до точки через їх внутрішню гравітацію (важкість). Він запевняв, що важкі тіла падають, а легкі піднімаються догори, і спричинені тенденцією елементів прийти до своїх природних сфер, інші рухи повстають під впливом сил. Вітрувій (80 -20 р. до н. е.) розумів, що падіння предметів залежить від їх питомої ваги. У 7 столітті н. е. Брамагупта говорив про гравітацію, як притягальну силу. Арістотелівська концепція гравітації почала відкидатися спочатку ісламськими фізиками, починаючи з 11 століття з теорії імпульсу Ібн Сіни. Наступного століття Абуль-Баракат аль-Багдаді описав прискорення гравітації.Твори Ібн-Сіни та аль-Багдаді були перекладені на латинську мову до XIV століття, впливаючи на Жана Бурідана та Альберта Саксонського. У тому ж столітті Оксфордський коледж Мертон розробив теорему про середню швидкість.
Галілео Галілей на початку 17 століття виявив, що при вільному падінні всі предмети мають однакову швидкість. У 1632 р. він висунув основний принцип відносності. Гравітаційну константу досліджували різні дослідники з середини 17 століття. Класична механіка Ньютона була замінена на початку 20 ст. Ейнштейн розробив спеціальну та загальну теорію відносності. Силоносій гравітації залишається відхиленим у пошуках теорії всього, на що претендують різні моделі квантової гравітації.

## Античність

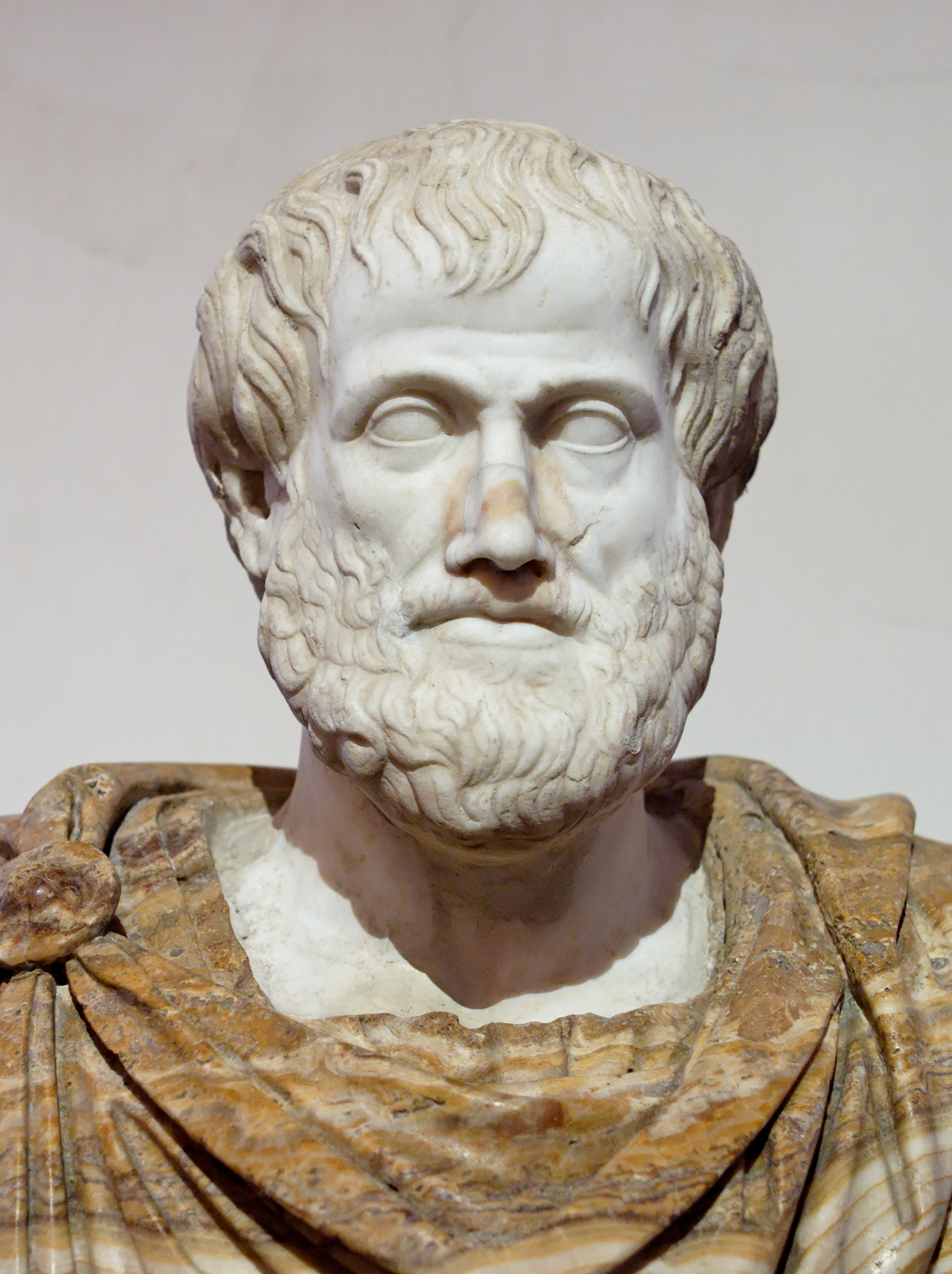
Арістотель

Іонійський грецький філософ Геракліт використовував слово логос, яке у нього означає загальний закон буття. В своєму творі «Про природу» (частина «Про космос» (всесвіт)) зазначує, що логос підтримує космос у гармонії, рухаючи всі предмети, включаючи зірки, вітри та хвилі.
Грецький філософ Арістотель (IV століття до н. е.) навчав, що не існує наслідку чи руху без причини. Він вважав, що причина руху вниз важких тіл, таких як елемент Земля, пов'язана з їх природою і це змусило їх рухатися вниз до центру Всесвіту, який був їхнім природним місцем. Навпаки ж, легкі тіла, наприклад, елемент вогню, рухається за своєю природою вгору до внутрішньої поверхні сфери Місяця. Тобто, в системі Арістотеля важкі тіла прагнуть до центру Всесвіту через внутрішню гравітацію або важкість, а не притягуються до Землі.

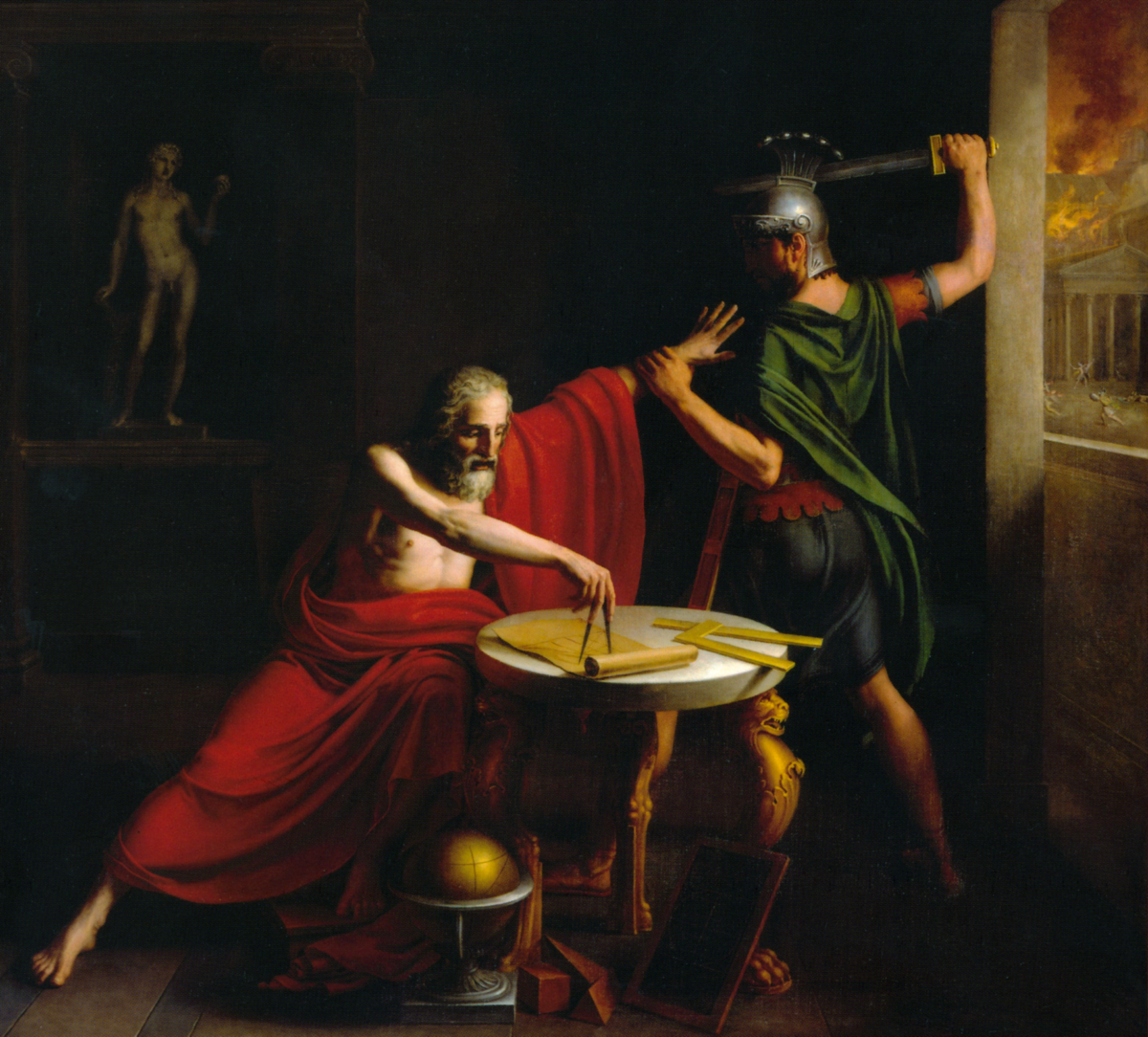
Архімед

Грецький фізик Архімед(III століття до н. е) відкрив центр маси трикутника. Він також запевняв, що якби центри ваги двох рівних тіл були однаковими, він знаходився б посередині лінії, яка з'єднується їх. Два століття пізніше римський інженер і архітектор Вітрувій у своїй книзі «Десять книг про архітектуру» стверджував, що вага не залежить від ваги речовини, а скоріше від її «природи» Вітрувій писав: «Якщо живе срібло вилити в посудину і на нього покласти камінь, він плаває на поверхні і не може ні прорватися, ні розділити рідину. Якщо ми знімемо вагу в і надінемо золоту скрупуль, вона не попливе, а само собою опуститься на дно. Отже, тяжкість речовини залежить не від величини її ваги, а від її природи.»
У 6 столітті н. е. Візантійський Александрійський вчений Джон Філопон ввів поняття імпетусу («проміжня ланка» між теорією руху Аристотеля і сучасним уявленням про інерцію), який вважався деякою особливою силою, що була причиною руху тіл.

### Індійський субконтинент
Індійський математик / астроном Брахмагупта (бл. 598 — с. 668) вперше описав гравітацію як привабливу силу. На зауваження критиків теорії кулястої Землі («Якби це було так, то камені та дерева падали б з землі») Брамагупта відповів: «Навпаки, якби це було не так, то Земля не могла б зберігати свою форму навіть протягом хвилин. […] Усі важкі речі притягуються до центру землі […] Земля однакова з усіх боків. Всі люди на Землі стоять, і всі важкі речі падають на землю за законом природи, так влаштована природа Землі, щоб притягувати та тримати речі, так як природа води — текти, вогню — горіти, вітру — приводити в рух… Земля — це єдина низька річ, всі предмети завжди повернуться до неї з будь-якого напрямку, куди б ви їх не кинули, і ніколи не піднімуться вгору від землі».

## Ісламський світ

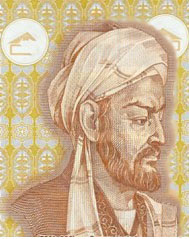
Ібн Сіна

У XI столітті перський багатозначник Ібн Сіна (Авіценна) підтримав теорією Філопона про «переміщений предмет, який набуває нахил від рушія». Потім в «Книзі зцілення» Ібн Сіна опублікував власну теорію імпульсу (бл. 1020 р.), яку вважав постійною величиною, що вимагає зовнішніх сил, таких як опір повітря, щоб розсіяти її. Ібн Сіна проводив різницю між «силою» та «нахилом» (майл). Він дійшов висновку, що продовження руху приписується нахилу, який переноситься на об'єкт, і цей об'єкт буде знаходитись в русі, поки не буде витрачено цей нахил.
Перський полімат XI століття, Аль-Біруні, на відміну від Арістотеля, і Ібн-Сіни, припускав, що небесні тіла мають вагу, масу, та гравітацію, як і Земля. Вчений XII століття Аль-Хазіні припустив, що сила тяжіння, яка міститься в об'єкті, змінюється в залежності від його відстані від центру Землі. Аль-Біруні та Аль-Хазіні вивчали теорію центру ваги, узагальнювали та застосовували її до об'ємних тіл. Вони також створили науку про гравітацію і заснували теорію важкого важеля. Більш точні експериментальні методи були розроблені для визначення питомої ваги на основі теорії залишків і ваги.
У 12 столітті Абуль-Баракат аль-Багдаді своїй роботі «Кітаб аль-Мутабар» прийняв і змінив теорію Ібн-Сіни про рух снаряда. Він також дав пояснення гравітаційного прискорення падаючих тіл. Він запропонував пояснення прискорення падаючих тіл накопиченням послідовних приростів потужності з послідовними приростами швидкості. На думку Шломо Пайнса, теорія руху аль-Багдаді була невеликим передбаченням основного закону класичної механіки [а саме те, що сила, яка застосовується постійно, призводить до прискорення] ".

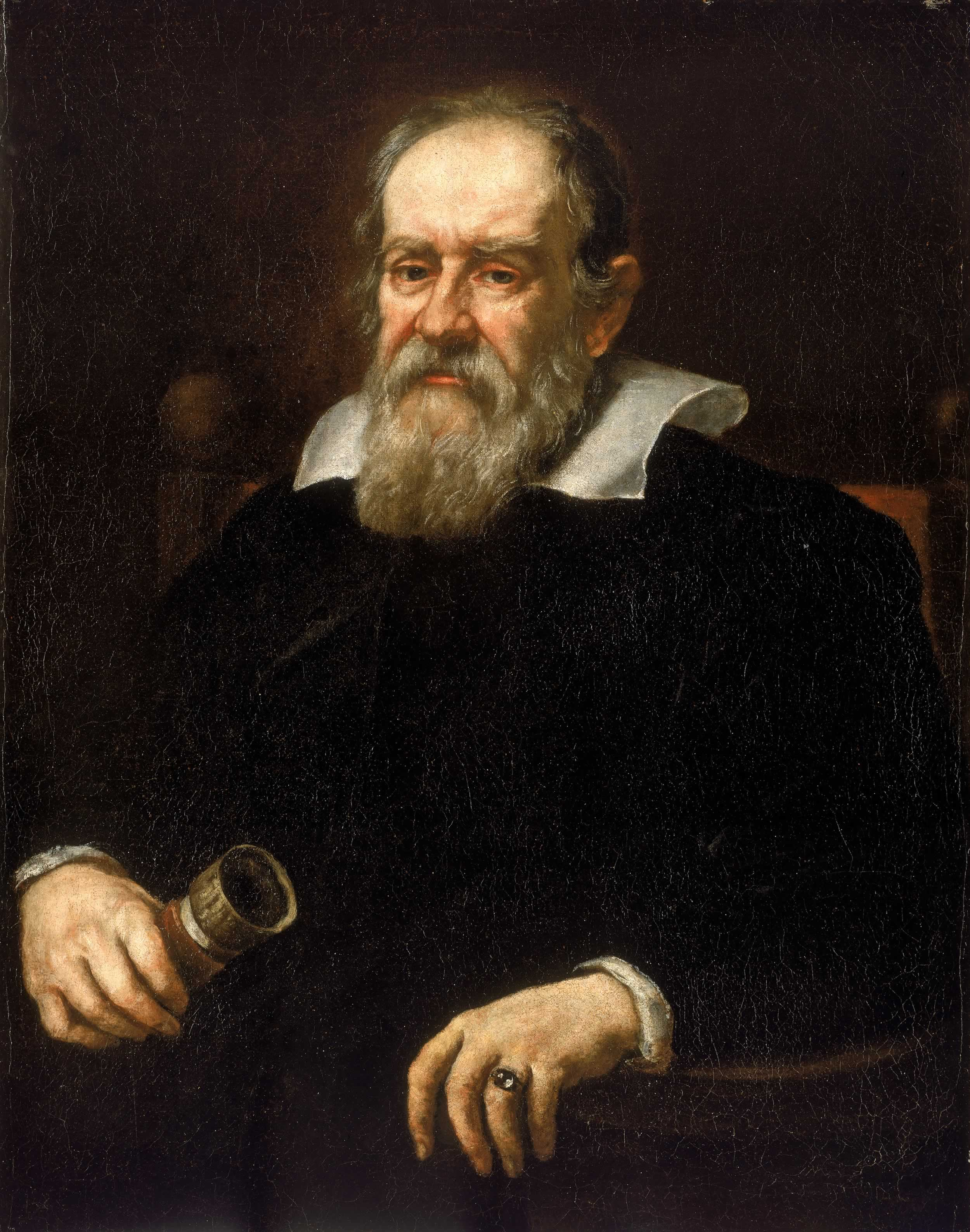
Галілео Галілей

Арабський багатозначник XII століття Ібн Баджа припустив, що для кожної сили завжди існує сила реакції. Це припущення було ранньою версією третього закону руху, який стверджує, що на кожну дію існує рівна і протилежна реакція. У 16 столітті Аль-Бірджанді пояснив обертання Землі, запропонувавши гіпотезу, подібну до уявлення про кругову інерцію Галілея Галілея який намагався пояснити планетні орбіти без гравітації. Вважають, що работа Аль-Бирджанди «Пам'ятка по астрономії» вдохновила Коперника, і він сформулював свою теорію обертання небесних тіл.

## Європейське Відродження

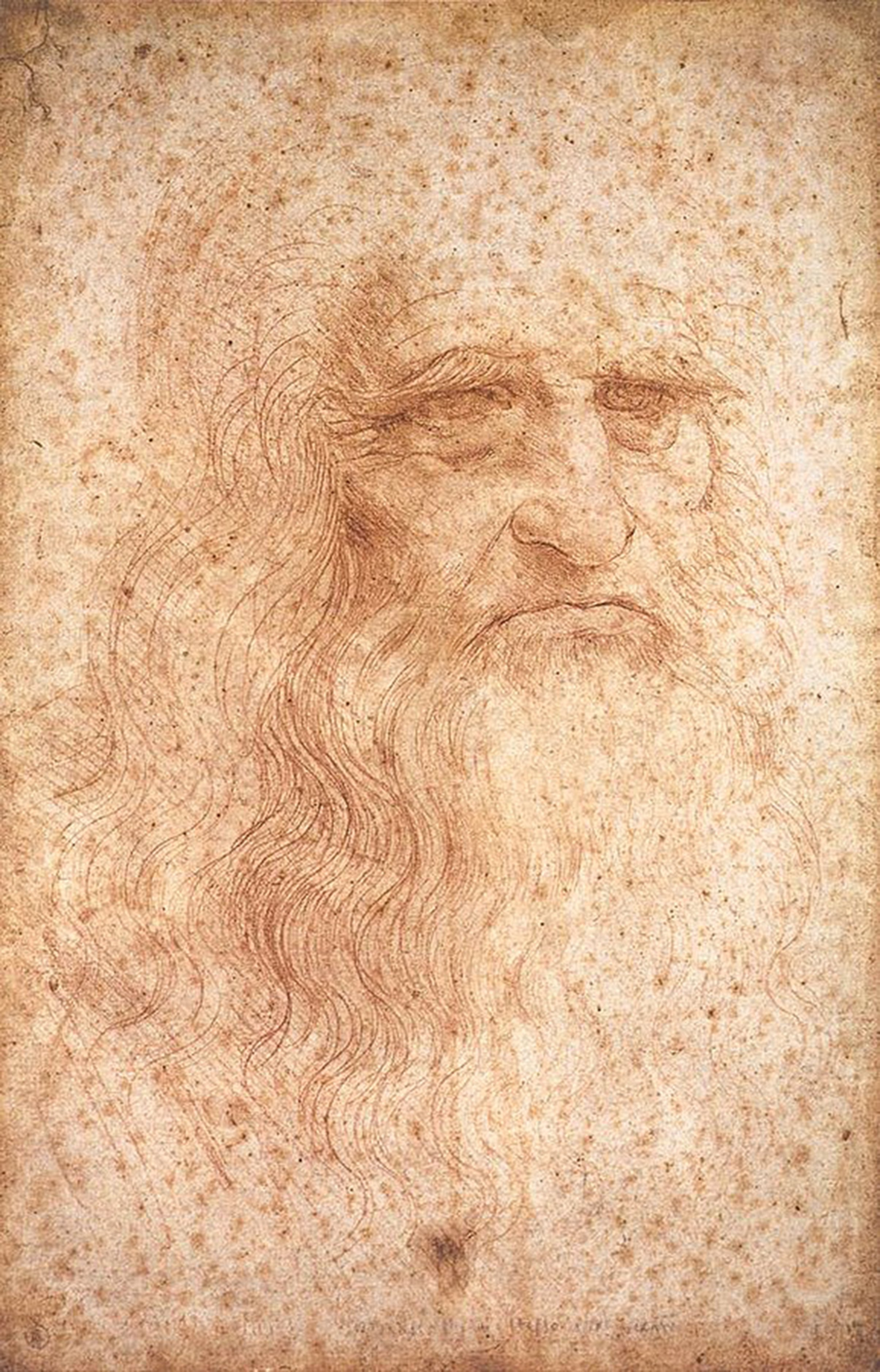
Леонардо да Вінчі (1452–1519)

У XIV столітті французький філософ Жан Бурідан і Оксфордський коледж Мертона відкинули аристотелівську концепцію гравітації. Вони приписували рух об'єктів імпульсу (подібному до імпульсу), який змінюється залежно від швидкості та маси. Бурідан та Альберт Саксонські (бл. 1320—1390) погодились з теорію Абуль-Бараката про те, що прискорення падаючого тіла є результатом його все більшого імпульсу. Під впливом Бурідана Альберт розробив квадратний закон щодо залежності між швидкістю об'єкта у вільному падінні та часом чи часом, що минув. Він також висунув теорію, що гори та долини спричинені ерозією   переміщенням центру ваги Землі.   Також у цьому столітті Мертонський коледж розробив теорему про середню швидкість, що було доведено Ніколь Оресме (c. 1323—1382) і матиме вплив на подальші гравітаційні рівняння. У своїй праці «Книга про небо і світ» Ніколь Оресме обговорює питання про можливість пояснення добового обертання небесної сфери обертанням Землі навколо осі, на противагу постулату Арістотеля про обертання Космосу навколо Землі.
Леонардо да Вінчі (1452—1519) писав, що «мати і походження гравітації» — це енергія. Він досліджував падіння тіла, центри ваги пірамід. Описував дві пари фізичних сил: велика кількість сили і руху, а також сили тяжіння та опору. Він пов'язує гравітацію з «холодними» класичними стихіями, водою та землею, і називає її нескінченною енергією. До 1514 року Микола Коперник написав план своєї геліоцентричної моделі, в якій заявив, що центр Землі є центром як її обертання, так і орбіти Місяця.

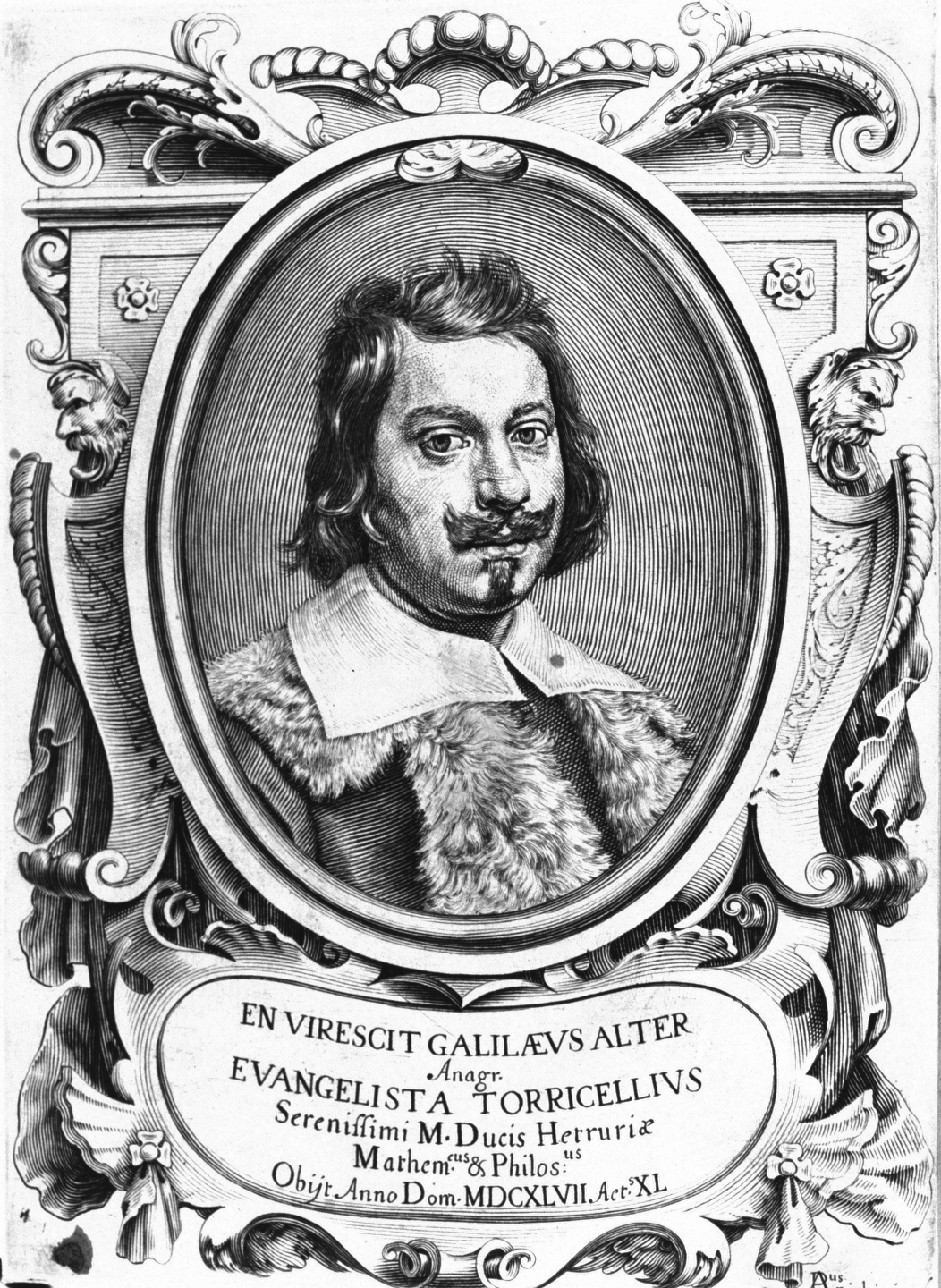
Евангеліста Торрічеллі

У 1551 році Домінго де Сото припустив, що предмети у вільному падінні рівномірно прискорюються. Згодом цю ідею дослідив Галілео Галілей і вивів свою кінематику Галілей успішно застосував математику до прискорення падаючих об'єктів правильно висуваючи гіпотезу що відстань падаючого об'єкта пропорційна квадрату часу, що минув. У роботі « Дві нові науки» (1638) Галілей висунув припущення, що різна швидкість падаючих тіл різної маси та об'єму пов'язана з опором повітря і що об'єкти падатимуть повністю рівномірно у вакуумі.
Учень Галілея, Евангеліста Торрічеллі у основній праці з механіки «Про рух вільно падаючих і кинутих важких тіл» (1641) розвивав ідеї Галілея про рух, сформулював принцип руху центрів тяжіння, заклав основи гідравліки.

## Європейське Просвітництво
Співвідношення відстані об'єктів у вільному падінні до квадрату часу було підтверджено італійськими вченими Франческо Марією Гримальді та Джованні Баттістою Річчол. Між 1640 і 1650 роками вони виконали перші розрахунки гравітаційної постійної, що означає, що вона стала першою з усіх певних фундаментальних констант.

### Механічні пояснення

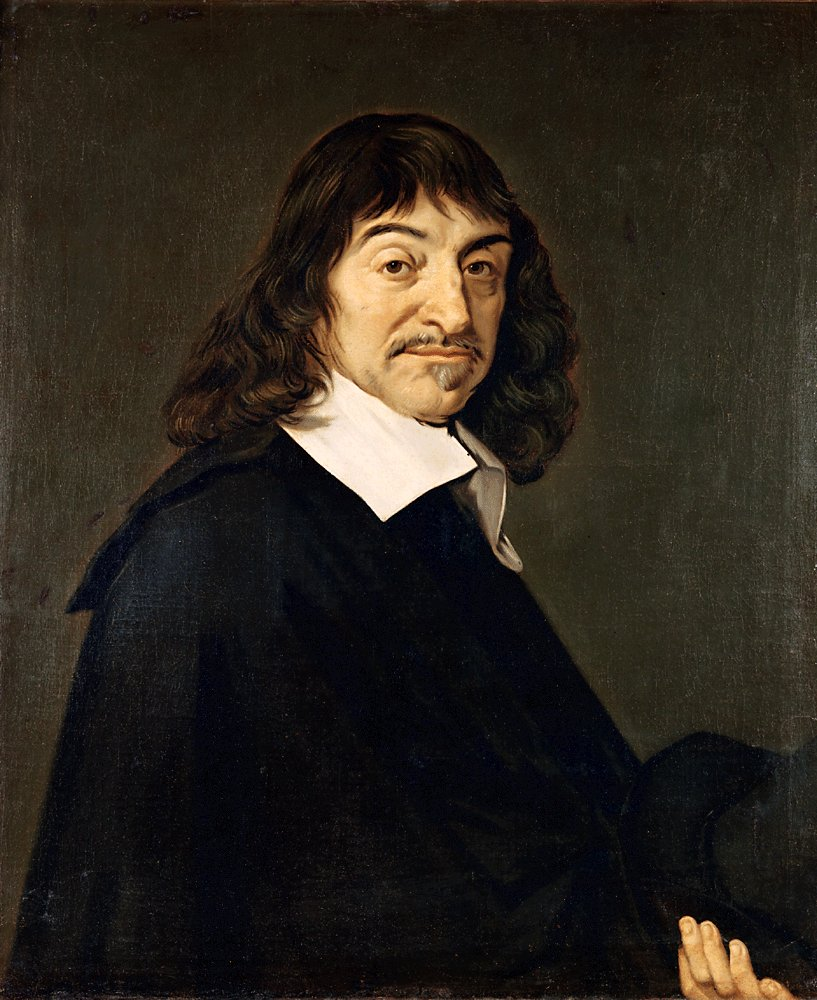
Рене Декарт

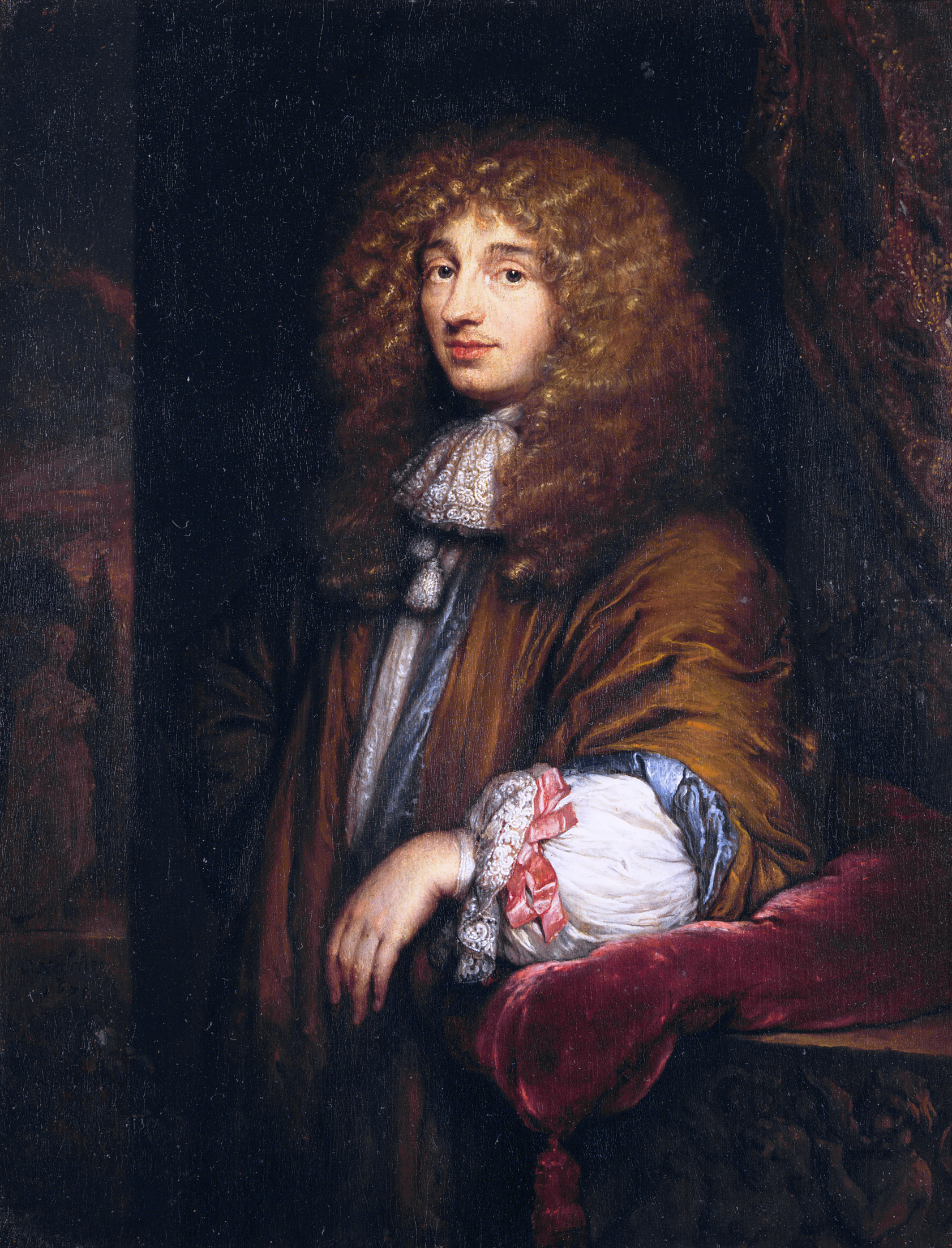
Крістіан Гюйгенс

Філософське вчення Декарта на противагу середньовічним поглядам ґрунтувалося на уявленні про безмежність й однорідність світової матерії (простору), який не має порожнеч і нескінченно подільний. У 1644 р. Рене Декарт припустив, що континуум матерії змушує кожен рух бути криволінійним. Тому, відцентрова сила відштовхує відносно легку речовину від центральних вихорів небесних тіл, знижуючи локально щільність і тим самим створюючи доцентровий тиск. Декарт також автор космогонічної гіпотези — теорії вихорів, яка протягом певного часу конкурувала з теорією всесвітнього тяжіння. Він вважав, що Сонце (як і інші зірки) оточене ефірною речовиною, яка розповсюджується на великі відстані у всіх напрямах. Обертаючись, Сонце приводить в обертальний рух прилеглі області цієї речовини, потім вони, у свою чергу, передають його наступним областям, так що вся маса приходить в обертання. У цьому ефірному вихорі мчать навколо Сонця планети. Проте Декарт не зміг сформулювати закони планетних рухів, тому його гіпотеза не отримала подальшого розвитку. Використовуючи роботи Рене Декарта, між 1669 і 1690 рр. Крістіан Гюйгенс розробив математичну вихрову модель. Гюйгенс виводить закони рівноприскореного руху тіл у вільному падінні, виходячи з припущення, що дія сталої сили на тіло, не залежить від величини й напряму початковій швидкості. Виводячи залежність між висотою падіння і квадратом часу, Гюйгенс робить зауваження, що висоти падінь відносяться як квадрати набутих швидкостей. У 1671 році Роберт Гук припустив, що гравітація є результатом тіл, що випромінюють хвилі в ефірі. Ніколас Фатіо де Дюйє (1690) та Жорж-Луї Ле Садж (1748) запропонували корпускулярну модель, використовуючи якийсь механізм скринінгу або тіні. У 1784 році Ле Садж заявив, що гравітація може бути результатом зіткнення атомів, і на початку 19 століття він розширив теорію корпускулярного тиску Даніеля Бернуллі до Всесвіту в цілому. Подібну модель пізніше створив Хендрік Лоренц (1853—1928), який використовував електромагнітне випромінювання замість корпускул.
Англійський математик Ісаак Ньютон використав аргумент Декарта про те, що криволінійний рух стримує інерцію і в 1675 р. стверджував, що ефірні потоки притягують всі тіла одне до одного. Ньютон (1717) та Леонгард Ейлер (1760) запропонував модель, в якій ефір втрачає щільність поблизу маси, приводячи до чистої сили, що діє на тіла. Ньютон сформулював основні закони класичної механіки, відкрив закон всесвітнього тяжіння, пояснив рух небесних тіл (планет, їхніх супутників, комет), показав, що з закону всесвітнього тяжіння випливають закони Кеплера. Ньютон пояснив особливості руху Місяця, явище прецесії; розвинув теорію форми Земної кулі, відзначивши, що вона повинна бути стиснута на полюсах, теорію припливів і відпливів; розглянув проблему створення штучного супутника Землі тощо. Подальші механічні пояснення гравітації були створені між 1650 і 1900 роками для пояснення теорії Ньютона, але механістичні моделі врешті-решт не потрапили в немилість, оскільки більшість з них призводять до неприйнятної величини опору (опору повітря), чого не спостерігалося. Інші порушують закон енергозбереження і несумісні з сучасною термодинамікою.

### Закон Ньютона

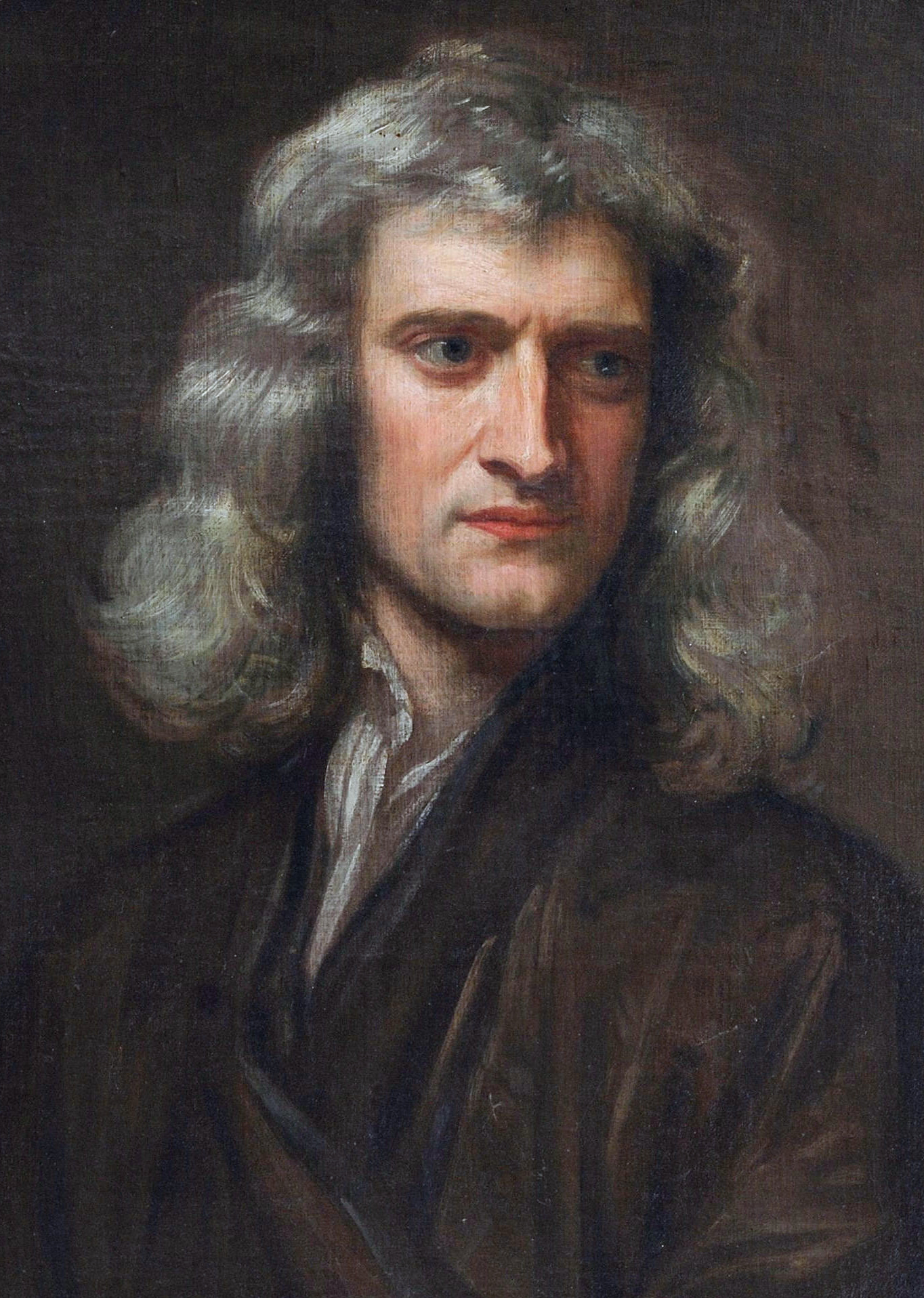
Ісаак Ньютон (1642–1727)

У 1687 р Ньютон опублікував «Математичні принципи натурфілософії», у якій він сформулював закон всесвітнього тяжіння і три закони Ньютона, котрі заклали основи класичної механіки.
В оригінальній формулі Ньютона для запису закону всесвітнього тяжіння сила гравітації прямопропорційна добутку мас взаємодіючих тіл і обратнопропорційна квадрату відстані між цими тілами.
{\displaystyle {\rm {Force\,of\,gravity}}\propto {\frac {\rm {mass\,of\,object\,1\,\times \,mass\,of\,object\,2}}{\rm {distance\,from\,centers^{2}}}}}
Щоб виразити формулу у вигляді рівняння, повинен бути коефіцієнт множення або константа, яка б не залежала від величини мас або відстані між ними (гравітаційна стала). Вона була потрібна, щоб довести правильність закону. Експеримент по визначенню точного значення гравітаційної постійної вперше запропонував англійський натураліст Джон Мічелл, який сконструював крутильні ваги. Однак, не встигнувши провести експеримент. Установку Мічела для визначення гравітаційної сталої використав Генрі Кавендіш. Він поліпшив пристрій і провів досліди, результати яких були опубліковані в 1798-му році в науковому журналі під назвою «Філософські праці Королівського товариства».
Визначити середовище, в якому проходила взаємодія, не змогли, тому теорія Ньютона, здавалося, вимагала дії на відстані. Ця теорія та її вдосконалення Джозефа-Луїса Лагранжа щодо розрахунку (із застосуванням варіаційного принципу) не враховували релятивістські ефекти, про які в той час ще не знали. Незважаючи на це, в межах слабких гравітаційних полів і низьких швидкостей теорія Ньютона вважається винятково точною.
Теорію Ньютона використувалася для прогнозування існування Нептуна на основі рухів Урана, які не могли бути враховані діями інших планет. Розрахунки Джона Куча Адамса та Урбена Ле Вер'є передбачали загальне положення планети, а Йоган Готфрід Галле, якому Ле Вер'є надіслав свою позицію з проханням перевірити, тієї ж ночі помітив Нептуна.
Ле Вер'є показав, що орбіта Меркурія не може бути повністю врахована за допомогою ньютонівської гравітації, і всі пошуки іншого збурюючого тіла були безрезультатними.

## Сучасна епоха

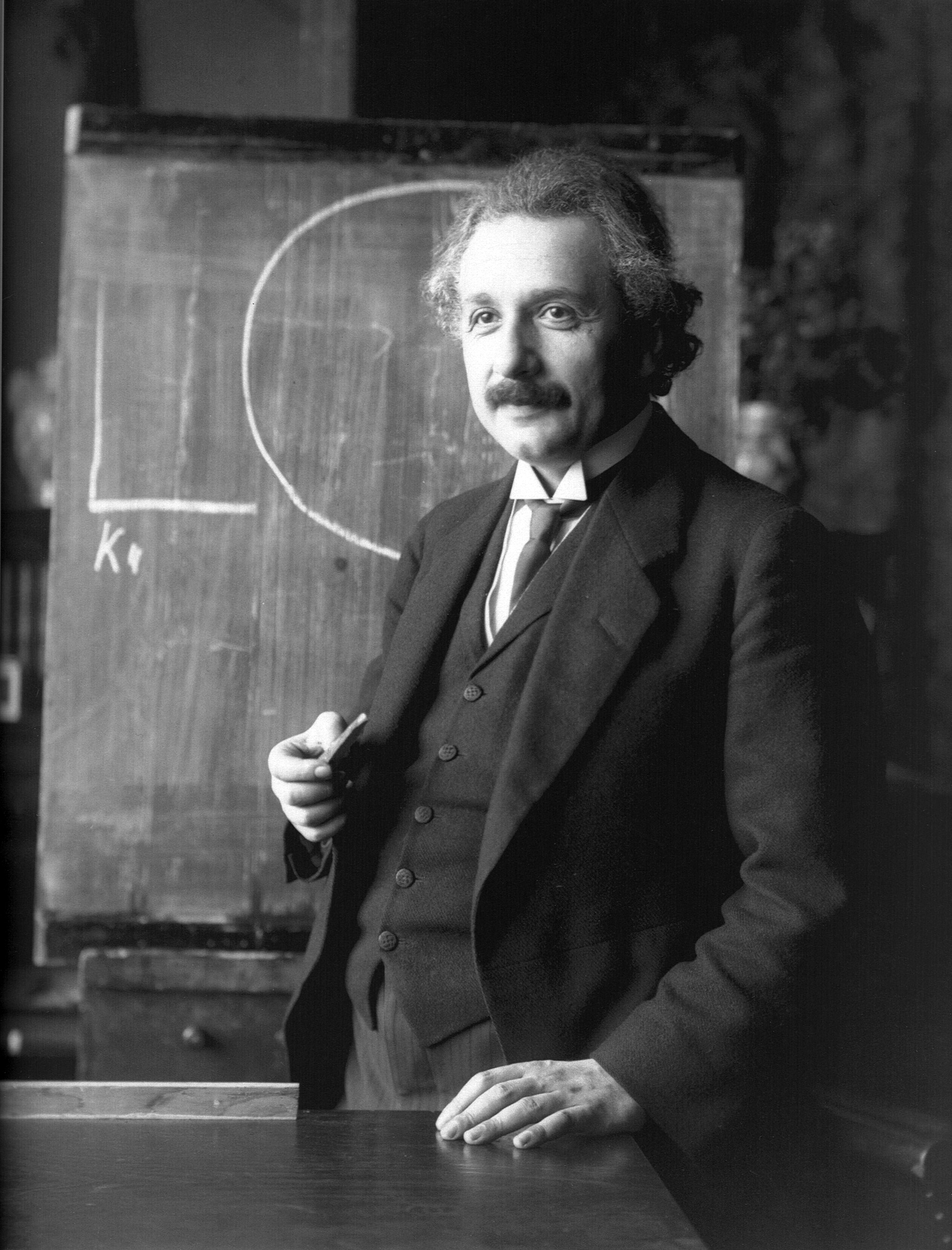
Альберт Ейнштейн у 1921 році

Альберт Ейнштейн в роботах, опублікованих в 1905 і 1915 роках розвивав свою теорію відносності. У 1914 році Гуннар Нордстрем спробував об'єднати гравітацію та електромагнетизм у своїй теорії п'ятивимірної гравітації. У 1919 році загальна теорія відносності витіснила всі інші гравітаційні моделі. Це сталося коли Артур Еддінгтон спостерігав гравітаційне об'єктивування навколо сонячного затемнення, що відповідає рівнянням Ейнштейна. У 1919 року німецький математик Теодор Калуца за допомогою введення «згорнутого» п'ятого виміру довів можливість об'єднати рівняння електромагнетизму і гравітації в звичайному 4-вимірному просторі. Ця ідея в 1921 році в роботах шведського фізика Оскара Кляйна дала фізичну інтерпретацію в прототипі теорії струн, можливої моделі квантової гравітації та теорії потенціалу всього.
Альберт Ейнштейн дописав у рівняння поля космологічну константу для того, щоб отримати стаціонарний Всесвіт. Однак, було показано, що отриманий Ейнштейном розв'язок все одно нестабільний. Окрім того, астрономічні спостереження показали, що Всесвіт розширюється, про що свідчить червоний зсув спектральних ліній. Тому Ейнштейн відмовився від космологічної сталої. До 1930-х років Поль Дірак розробив гіпотезу про те, що гравітація повинна повільно і неухильно зменшуватися протягом історії Всесвіту. Алан Гут та Олексій Старобінський висунули в 1980 р. Думку, що космічна інфляція в дуже ранньому Всесвіті могла бути зумовлена полем негативного тиску. Ця концепцію ввели як «темна енергія» — заснована в 2013 р. Вона складала близько 68,3 % ранньої Всесвіту.

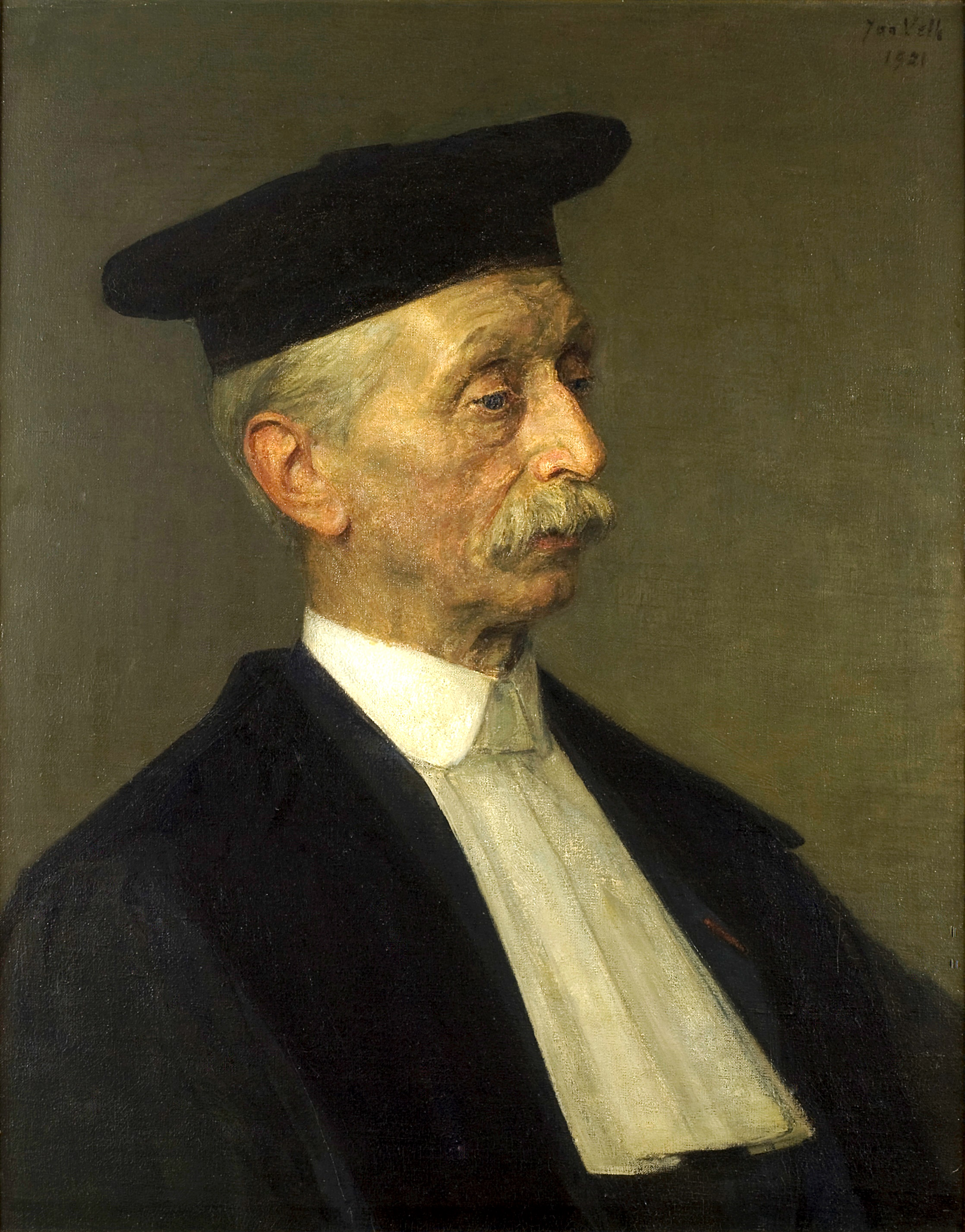
Якобус Каптейн

У 1922 році Якобус Каптейн запропонував існування темної матерії, невидимої сили, яка рухає зірки в галактиках з великими швидкостями, На основі спостережень встановлено, що темна матерія становить 26,8 % від сумарної густини усіх компонентів Всесвіту. Поряд з темною енергією темна матерія є відхиленням в теорії відносності Ейнштейна, і пояснення її очевидних наслідків є вимогою для успішної теорії всього. У 1957 році Герман Бонді запропонував, щоб негативна гравітаційна маса (у поєднанні з негативною інерційною масою) відповідала принципу сильної еквівалентності загальної теорії відносності та законам руху Ньютона. Це стосується будь-якої точки простору часу, тобто будь-якого місця у Всесвіті й будь-якого часу в минулому чи майбутньому. Доказ Бонді дав рішення без рівня сингулярності для рівнянь відносності.
Ранні теорії гравітації намагалися пояснити орбіти планет (Ньютон) та більш складні орбіти (Лагранж). Потім були невдалі спроби поєднати гравітацію з хвильовими або корпускулярними теоріями гравітації. Весь ландшафт фізики змінився з відкриттям перетворень Лоренца, які зв'язують координати подій в різних інерційних системах відліку. Це призвело до спроб примирити різні теорії гравітації. Тоді ж фізики-експериментатори розпочали випробування основ гравітації та відносності — інваріантність Лоренца, гравітаційне відхилення світла, експеримент Еттьова. Ці міркування призвели до розвитку загальної теорії відносності.

## Електростатичні моделі (1870—1900)

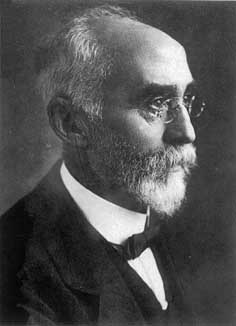
Хендрік Лоренц

Наприкінці XIX століття багато хто намагався поєднати силовий закон Ньютона із встановленими законами електродинаміки, такими як закони Вебера, Карла Фрідріха Гаусса, Бернарда Рімана та Джеймса Клерка Максвелла. Ці моделі використовувались для пояснення перигелійної прецесії Меркурія. У 1890 р. Леві вдалося це зробити, поєднавши закони Вебера і Рімана, завдяки чому швидкість гравітації дорівнює швидкості світла в його теорії. А в іншій спробі Полю Герберу (1898) навіть вдалося вивести правильну формулу для зміщення Перигелію (яка була ідентичною тій формулі, яку пізніше використав Ейнштейн). Однак ці спроби були помилковими і тому відхилені У 1900 році Хендрік Лоренц намагався пояснити гравітацію на основі рівнянь Максвелла та своєї теорії ефіру Лоренца. Він припускав, як Йоганн Карл Фрідріх Целльнер та Оттавіано Фабріціо Моссотті, що притягання протилежних заряджених частинок сильніше, ніж відштовхування рівних заряджених частинок. Тому гравітація має електричну природу і поширюється зі швидкістю світла. Лоренц пояснив на основі цієї залежності віковий зсув перигелію Меркурія, розрахувавши значення просування перигелію Меркурія.
Наприкінці 19 століття лорд Кельвін обмірковував можливість теорії всього, як об'єднаної фізико-математичної теорії, що описує всі відомі фундаментальні взаємодії. Він запропонував представити, що кожне тіло пульсує. Це може бути поясненням гравітації та електричних зарядів. Однак його ідеї були в основному механістичними і вимагали існування ефіру, який не вдалося виявити в експерименті Майкельсона — Морлі в 1887 році. Це, у поєднанні з принципом Маха, призвело до гравітаційних моделей, які характеризуються дією на відстані.

### Інваріантні моделі Лоренца (1905—1910)
Виходячи з принципу відносності, Анрі Пуанкаре (1905, 1906), Герман Мінковський (1908) і Арнольд Зоммерфельд (1910) намагалися модифікувати теорію Ньютона і встановити інваріантний закон гравітації Лоренца, в такому вигляді, який не залежить від системи відліку, а імпульс та сила перетворюються при переході до іншої системи відліку однаково: як компоненти 4-вектора, а рівняння Ньютона, при зміні системи відліку в цій формі, зберігають свій вигляд. При цьому швидкість гравітації дорівнює швидкості світла. Як і в моделі Лоренца, значення для перигеліального просування Меркурія було дуже низьким.

### Ейнштейн (1905, 1908, 1912)
У 1905 році Альберт Ейнштейн опублікував серію робіт, в яких він встановив спеціальну теорію відносності, яка стверджує, що всі фізичні закони мають однакове формулювання у всіх інерційних системах відліку. Він обґрунтував у рамках теорії відносності закон взаємозв'язку маси і енергії, тобто установив той факт, що маса та енергія рівнозначні. У 1907 році Ейнштейн зрозумів, що той, хто опинився у вільному падінні, не відчуває гравітаційного поля. Іншими словами, гравітація точно еквівалентна прискоренню.
Публікація Ейнштейна у двох частинах у 1912 р. (і раніше в 1908 р.) має лише історичну цінність. Тоді він уже знав про відхилення світла та гравітаційне червоне зміщення. Ейнштейн зберіг перетворення Лоренца, хоча уже зрозумів, що воно загалом не застосовуються. Теорія стверджує, що швидкість світла постійна у вільному просторі, але змінюється у присутності речовини. Очікувалося, що теорія буде виконана лише тоді, коли джерело гравітаційного поля нерухоме.

### Авраам (1912)
1914 року Авраам розробляв альтернативну модель гравітації. Він доводив, що швидкість світла залежить від напруженості гравітаційного поля і тому змінюється майже скрізь. Огляд Авраама гравітаційних моделей вважається чудовим, але його власна модель була бідною.

### Нордстрем (1912)
Вклад Нордстрема (1913) згадується як перша логічно послідовна релятивістська теорія поля тяжіння, коли-небудь сформульована.
Ця теорія є інваріантом Лоренца задовольняє принцип слабкої еквівалентності, правильно зводиться до ньютонівської межі та задовольняє закони збереження.

### Ейнштейн і Фоккер (1914)
Ця теорія є першим методом тяжіння Ейнштейна, в якому більші значення однієї змінної строго відповідають більшим значенням іншої, тобто загальна коваріація суворо дотримується.
Вони відносять рівняння Ейнштейна — Гроссмана до теорії Нордстрема, які є правильним тільки для відсутності речовини.
Вони також заявляють, що слід тензора енергії напруги пропорційний кривизні простору.
У період між 1911 і 1915 роками Ейнштейн запропонував принцип еквівалентності у свою загальну теорію відносності, яка поєднує три виміри простору та один вимір часу в чотиривимірну тканину простір-час. Однак воно не об'єднує гравітацію з квантами — окремі частинки енергії, існування яких Ейнштейн постулював в 1905 році.

### Загальна теорія відносності

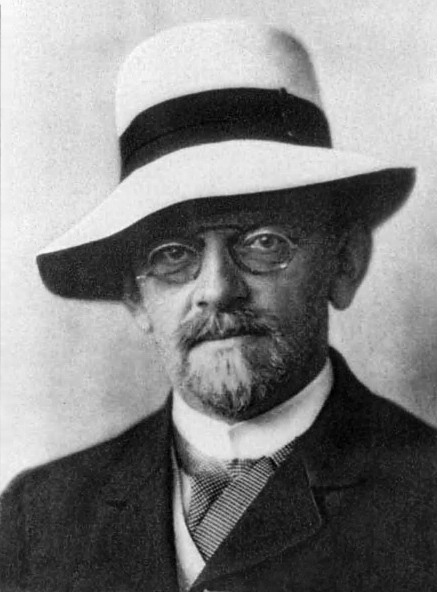
Давид Гільберт

У загальній теорії відносності ефекти гравітації приписуються кривині часу і простору, а не силі. Вихідною точкою загальної теорії відносності є принцип еквівалентності, який порівнює вільне падіння з інерційним рухом. Це створює проблему, яка полягає в тому, що вільно падаючі предмети можуть прискорюватися один відносно одного. Щоб вирішити це питання, Ейнштейн припустив, що простір-час викривлений речовиною, а вільно падаючі предмети рухаються по локально прямих шляхах у вигнутим просторі-часі. Більш конкретно, Давид Гільберт та Ейнштейн відкрили польові рівняння загальної теорії відносності, які пов'язують наявність кривини простору-часу та речовини. Ці рівняння поля являють собою набір з 10 одночасних, нелінійних, диференціальних рівнянь. Компоненти метричного тензора простору-часу є розв'язком рівнянь поля.
Помітні розв'язки рівнянь поля Ейнштейна включають:
- Розв'язок Шварцшильда, яке описує простір-час, що оточує сферично симетричний не обертається незаряджений масивний об'єкт. Для об'єктів з радіусами, меншими за радіус Шварцшильда, цей розв'язок породжує чорну діру з центральною особливістю.
- Розчин Рейсснера — Нордстрема, в якому центральний об'єкт має електричний заряд. Для зарядів з геометризованою довжиною, меншою за геометризовану довжину маси об'єкта, цей розв'язок утворює чорні діри з горизонтом подій, що оточує горизонт Коші.
- Розв'язок Керра для обертання масивних об'єктів. Цей розв'язок також утворює чорні діри з декількома горизонтами.
- Космологічний розв'язок Робертсона — Вокера, який передбачає розширення Всесвіту.

Прогнози загальної теорія відносності користуються великим успіхом, оскільки вони регулярно підтверджуються. Наприклад:
- Загальна теорія відносності пояснює аномальну перигелійну прецесію Меркурія.[9]
- Гравітаційне лінзування було вперше підтверджено в 1919 році, а нещодавно було підтверджено завдяки використанню квазара, який проходить позаду Сонця, як видно із Землі.
- Розширення Всесвіту (передбачене метрикою Робертсона — Уокера) було підтверджено Едвіном Хабблем в 1929 році.
- Прогноз, що при менших потенціалах час біжить повільніше, був підтверджений експериментом Паунда — Ребки, експериментом Хафеле — Кітінга та GPS.
- Часова затримка світла, що проходить поблизу масивного об'єкта, вперше була визначена Ірвіном Шапіро в 1964 році в сигналах міжпланетних космічних кораблів.
- Гравітаційне випромінювання було побічно підтверджене дослідженнями бінарних пульсарів, таких як PSR 1913 + 16.
- У 2015 році експерименти LIGO безпосередньо виявили гравітаційне випромінювання двох чорних дір, що стикаються, що робить це першим безпосереднім спостереженням як гравітаційних хвиль, так і чорних дір.

Утворення чорних дір та злиття нейтронних зірок, яке виявили в 2017 р. можуть створити виявлену кількість гравітаційного випромінювання.

### Квантова гравітація
Через деякий час стало зрозуміло, що відкриття загальної теорії відносності не може бути повною теорією гравітації, оскільки вона несумісна з квантовою механікою. Пізніше стало зрозуміло, що можна описати гравітацію в рамках квантової теорії поля, як інші фундаментальні сили. У цій системі сила тяжіння виникає завдяки обміну віртуальними гравітонами на зразок тому, як електромагнітна сила виникає внаслідок обміну віртуальними фотонами. Це відтворює загальну теорію відносності в класичній межі, але лише у вигляді постулатів та виконуючи умови застосування теореми Еренфеста. Такий підхід не відповідає дійсності на коротких відстанях порядку довжини Планка.
Допускають, що «теорією всього» можуть стати теорія струн та квантова гравітаційна петля.